# Johann Heinrich Nosthofen
Johann Heinrich Nosthofen (* vor 1720; † spätestens Januar 1772) war ein deutscher Architekt des Barock.

## Leben

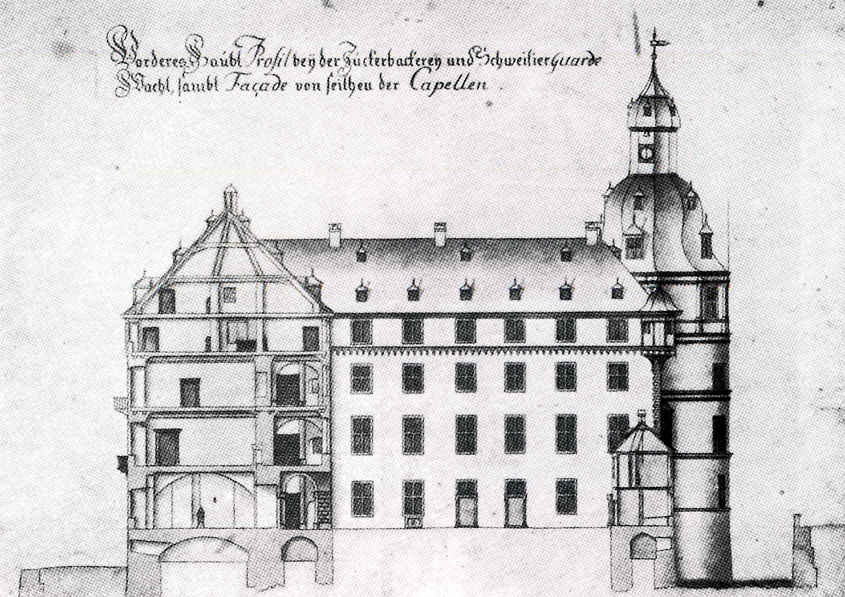
Düsseldorfer Schloss: Ansicht des Nordflügels und Schlossturms mit Profil des Flügels für Zuckerbäckerei und Schweizer Garde, 1755, Nosthofen zugeschrieben

Nosthofen war Hofbaumeister im Herzogtum Jülich-Berg. 1738 ist er in Düsseldorf als Eigentümer des Hauses Ratinger Straße 18 („Zum goldenen Einhorn“) verbürgt, welches er neu aufbaute. 1749/1750 oblag ihm die Bauleitung beim Umbau des Düsseldorfer Rathauses. 1753 entwarf er einen Plan für die Instandsetzung des alten Schlosses Benrath. Im Auftrag des pfälzischen Kurfürsten Karl Theodor machte er sich 1755 daran, das Düsseldorfer Schloss um- und auszubauen. Hierzu errichtete er für die Dienerschaft des Kurfürsten ein viertes Geschoss sowie ein großes Walmdach mit drei Speichergeschossen. Ferner ließ er die Fensteröffnungen mit neuen Rahmen vergrößern.
Tätig war Nosthofen auch bei den Beratungen über den Neubau der barocken Abteikirche St. Johann in Burtscheid bei Aachen, der nach Plänen von Johann Joseph Couven ausgeführt wurde.